# Suffocant
Les « suffocants » sont des gaz dont l'inhalation conduit à la suffocation.
De nombreux gaz de pyrolyse (qui se forment notamment lors des incendies et feux de matériaux polymères tels que plastiques et pneus) sont des suffocants.
Pour les militaires et la médecine militaire, ils sont une classe de gaz de combat, aujourd’hui interdite et soumise à surveillance internationale (sous l’égide de la Convention sur l'interdiction des armes chimiques ou CIAC) quand ils sont produits par l’industrie chimique.

## Histoire
Le premier usage à grande échelle de suffocants date de la Première Guerre mondiale. 
Face à des soldats non préparés et sans équipement de protection, ils ont eu des effets très délétères, puis des masques, cartouches filtrantes et tenues de protection de plus en plus efficaces les ont rendus beaucoup moins utiles pour les belligérants, d'autant que les gaz de combat peuvent parfois se retourner contre ceux qui les utilisent. Ils ont en outre rapidement été considérés comme l'arme des lâches et inacceptable, ce qui fait que les stocks produits n'ont pas été utilisés lors de la Seconde Guerre mondiale.
Le 13 janvier 1993 à Paris, la Convention sur l'interdiction des armes chimiques (CIAC) interdit la mise au point, la fabrication, le stockage et l'usage des armes chimiques, et impose leur destruction. Elle a valeur de traité international de désarmement en vigueur depuis le 29 avril 1997.

## Exemples
Les suffocants industriels soumis à la CIAC sont :
- le phosgène (CG) ;
- le diphosgène (DP) ;
- le chlore (Cl) ;
- la chloropicrine (PS) ;
- le perfluoroisobutylène (PFIB, qui peut être accidentellement produit par la pyrolyse du Téflon, devenant l’un des contaminants dangereux pour les pompiers ou autres personnes exposées aux vapeurs et fumées d’incendies industriels) ;
- les agents anti-émeute : « certains agents irritants comme les lacrymogènes ou les sternutatoires », autorisés comme agents anti-émeute, mais interdits comme arme de guerre, « peuvent avoir une action suffocante à forte concentration, notamment en atmosphère confinée »[3] ;
- les vapeurs nitreuses[3] ;
- certains fumigènes (dont la combustion produit du chlorure de zinc qui s'hydrolyse en produisant de l'acide chlorhydrique, sur les muqueuses humides dans les poumons, s'il a été inhalé)[3].

## Effets toxiques secondaires
Les agents suffocants « entraînant une irritation au niveau de la trachée et des bronches, et agissent sur le tissu pulmonaire en créant un œdème lésionnel. La plupart sont des produits industriels chimiques comme le chlore, le phosgène, l'isocyanate de méthyle ou l'ammoniac, certains pouvant être utilisés comme arme chimique ».